# Батистяк Іван
Іван Батистя́к (також зустрічається Батостяк; дати народження і смерті невідомі) — український майстер художньої кераміки XVII століття.
Працював у Коломиї, де 1661 року разом з Петром Пискозубом і Миколою Юркевичем та іншими місцевими майстрами організував гончарний цех. 
Вигоротовляв свічники, ставники, глечики та інші вироби, вкриті білим ангобом і оздоблені геометризованим орнаментом.